# Llawhaden Castle
Llawhaden Castle är ett slott i Storbritannien.   Det ligger i kommunen Pembrokeshire och riksdelen Wales, i den södra delen av landet, 300 km väster om huvudstaden London. Llawhaden Castle ligger 78 meter över havet.
Terrängen runt Llawhaden Castle är huvudsakligen platt, men norrut är den kuperad.Runt Llawhaden Castle är det ganska tätbefolkat, med 70 invånare per kvadratkilometer. Närmaste större samhälle är Haverfordwest, 12,0 km väster om Llawhaden Castle. Trakten runt Llawhaden Castle består i huvudsak av gräsmarker.